# La Petite Sirène (film, 2023)
Pour les articles homonymes, voir La Petite Sirène et La Petite Sirène (homonymie).
Pour plus de détails, voir Fiche technique et Distribution.
La Petite Sirène (The Little Mermaid) est un film musical fantastique américain réalisé par Rob Marshall et sorti en 2023. Il s'agit d'un remake en prise de vues réelles du « Classique d'animation » des studios Disney La Petite Sirène sorti en 1989. Le classique d'animation est, lui-même, inspiré du conte du même nom de Hans Christian Andersen, publié en 1836.
Le film s'inscrit dans une volonté de Walt Disney Pictures d'adapter en films en prise de vues réelles ses films d'animation dits « classiques », à l'instar du Livre de la jungle (2016), La Belle et la Bête (2017), Aladdin (2019), Le Roi lion (2019), La Belle et le Clochard (2019) ou encore Mulan (2020).
Sous l'océan, Ariel, une jeune sirène et fille du roi Triton, est fascinée par le monde des humains. Un soir après une dispute avec son père, elle s'enfuit loin du palais. C'est alors qu'une violente tempête éclate en mer et c'est là qu'elle sauve de la noyade le jeune et beau prince Éric, dont elle tombe éperdument amoureuse. Afin de pouvoir retrouver la personne qu'elle aime, la sorcière des mers, Ursula, lui propose de lui donner des jambes humaines en échange de sa voix.

## Synopsis
Ariel, une sirène et la plus jeune fille du roi Triton, souverain du royaume d'Atlantica, est fascinée par le monde humain sans n'y être jamais allé, son père ayant interdit le peuple de la mer de s'approcher de la surface après le meurtre de la mère d'Ariel par un humain. Elle nourrit alors sa passion en collectionnant des objets humains avec l'aide de son meilleur ami Polochon, un sergent-major des Caraïbes, et d'Eurêka, un fou de Bassan.
Ariel rate la réunion de la Lune de Corail à laquelle elle devait assister avec ses sœurs et est réprimandée par Triton (Partir là-bas). Plus tard, elle voit des feux d'artifice et décide de monter à la surface. Les feux d'artifice proviennent du bateau du prince Éric, le prince d'un royaume insulaire (L'obscurité des abysses). Ariel entend Éric parler à Grimsby, le premier ministre du royaume, de son souhait d'explorer les eaux inconnues et d'aider son peuple. Une tempête se déclare et le bateau s'enflamme et fait naufrage. L'équipage parvient à s'enfuir sur des canots de sauvetage tandis qu'Ariel sauve Éric et le ramène sur la rive, où elle utilise son chant pour le sauver, puis s'enfuit avant qu'il ne reprenne entièrement connaissance (Partir là-bas (Reprise)). La reine Selina, la mère adoptive d'Éric, l'interdit de naviguer à nouveau (Par-delà l'horizon).
Le comportement absent d'Ariel est observé et commenté par ses sœurs. Triton questionne son conseiller, Sébastien, un crabe, qui lui avoue que sa fille a sauvé un humain de la noyade. Furieux, Triton confronte Ariel dans sa caverne ; quand elle refuse de lui obéir, il détruit sa collection d'objets humains. Après le départ de Triton, Ariel est approchée par Flotsam et Jetsam, un couple de murènes qui lui présentent Ursula, la sœur de Triton, bannie d'Atlantica quinze ans auparavant, qui lui offre son aide.
Ariel suit les murènes jusqu'au repère d'Ursula, où la sorcière lui propose un marché : elle transformera Ariel en humaine pendant trois jours, temps lors duquel Ariel devra embrasser Éric afin de rester humaine. Dans le cas contraire, elle redeviendra sirène et appartiendra à Ursula à jamais. Pour devenir humaine, Ariel doit renoncer à sa queue, sa capacité à respirer sous l'eau et à son chant, qu'Ursula conservera dans un nautile qu'elle porte en pendentif. Ariel accepte le marché en s’arrachant une de ses écailles pour sceller le contrat et devient humaine (Pauvres âmes en perdition). Elle est amenée à la surface par Polochon et Sébastien et est secourue par un pêcheur qui l'emmène au château d'Éric. Ce dernier, à la recherche effrénée de celle qui lui a sauvé la vie, s'empresse d'aller voir Ariel en apprenant son arrivée. Ariel a hâte, mais quand tous deux s'aperçoivent qu'Ariel ne parle pas, Éric est désespéré (La première fois). Plus tard dans la soirée, Ariel visite le château et trouve les objets qu'Éric a accumulés lors de ses voyages. Éric et Ariel passent alors plusieurs heures à explorer sa collection.
Le lendemain, Éric emmène Ariel visiter le royaume. Sébastien, qui a suivi Ariel sur Terre, réalise qu'Ursula, en lançant le sort, a fait en sorte qu'Ariel oublie qu'elle doit embrasser Éric. Avec l'aide de Polochon et Eurêka, Sébastien parvient presque à les faire s'embrasser, mais le plan échoue à cause des murènes d'Ursula (Embrasse-la). Enragée, cette dernière se transforme en une belle jeune femme prénommée Vanessa et utilise le chant d'Ariel pour hypnotiser Éric (La décision).
Le lendemain matin, Ariel et ses amis apprennent les fiançailles d'Éric (La rumeur est là). Cependant, au désespoir d'Ariel, Éric décide d'épouser Vanessa. Eurêka découvre la véritable identité de Vanessa et informe Ariel (Le piège/Partir là-bas (Reprise II)). Elle s'empresse d'arriver à la fête de fiançailles, confronte Ursula et casse le nautile : elle récupère sa voix et l'enchantement sur Éric est brisé, mais avant qu'ils ne puissent s'embrasser, le soleil se couche et Ariel redevient une sirène. Ursula reprend sa forme originelle avant de s'enfuir avec Ariel dans l'océan.
Triton confronte Ursula et l'ordonne de laisser partir Ariel, mais Ursula révèle que le marché conclu avec Ariel est inviolable. Triton se donne à la place d'Ariel et est anéanti par les murènes d'Ursula. Une bataille s'ensuit entre Ariel, Éric et Ursula, au cours de laquelle Ursula tue accidentellement ses murènes ; enragée, elle se transforme en un monstre gigantesque et déclenche une tempête, remontant à la surface des épaves. Tandis qu'Éric distrait Ursula, Ariel empale Ursula avec le mât de beaupré d'une des épaves. Triton revient à la vie et Ariel et lui reconnaissent les sacrifices que chacun a fait pour l'autre. Éric rentre au château, où Selina réalise le véritable amour d'Ariel et son fils.
Triton finit par accepter que le bonheur d'Ariel ne peut être complet que si elle est sur Terre avec Éric. Il la change en humaine pour toujours et le couple réuni décide de voyager à travers le monde, avec la bénédiction de leurs parents et le soutien du peuple de leurs deux mondes (Embrasse-la (remix)/Le final).

## Fiche technique
Sauf indication contraire, les informations mentionnées dans cette section peuvent être confirmées par la base de données cinématographiques IMDb,  présente dans la section « Liens externes ».
- Titre français : La Petite Sirène
- Titre original : The Little Mermaid
- Réalisation : Rob Marshall
- Scénario : Jane Goldman et David Magee, d'après le film d'animation éponyme de Ron Clements et Jon Musker, lui-même inspiré du conte de Hans Christian Andersen
- Producteurs : Rob Marshall, Marc Platt, Lin-Manuel Miranda et John DeLuca
  - Coproduction : Angus More Gordon et Michael Zimmer
- Musique : Alan Menken
  - Chansons originales : Alan Menken et Howard Ashman
  - Chansons additionnelles : Alan Menken et Lin-Manuel Miranda[2]
- Photographie : Dion Beebe
- Direction artistique : Niall Moroney
- Décors : John Myhre
- Sociétés de production : Lucamar Productions et Walt Disney Pictures
- Société de distribution : Walt Disney Studios Distribution
- Budget : 250 millions de $[3]
- Pays d'origine :  États-Unis
- Langue originale : anglais
- Format : couleur
- Genre : fantastique, musical
- Durée : 135 minutes
- Dates de sortie[4] :
  - États-Unis : 26 mai 2023
  - France : 24 mai 2023
- Classification :
  - États-Unis : PG (action/péril et quelques scènes terrifiantes peuvent faire peur aux enfants)

## Distribution
- Halle Bailey (VF : Cerise Calixte ; VQ : Audrey-Louise Beauséjour) : Ariel[5],[6],[7]
- Jonah Hauer-King (VF : Martin Faliu ; VQ : Gabriel Favreau (dialogues) - Martin Faliu (chant)) : le prince Éric
- Melissa McCarthy (VF : Magali Bonfils ; VQ : Kathleen Fortin) : Ursula, la sorcière des mers
- Javier Bardem (VF : Jérémie Covillault ; VQ : Patrick Chouinard) : le roi Triton[8]
- Noma Dumezweni (VF : Virginie Emane ; VQ : Dominique Quesnel) : la reine Selina
- Art Malik (VF : Pierre-François Pistorio ; VQ : Daniel Picard) : Grimsby
- Daveed Diggs (VF : Jean-Michel Vaubien ; VQ : Gardy Fury) : Sébastien
- Jacob Tremblay (VF : Simon Faliu ; VQ : Noé Henri Rouillard (dialogues) - Joey Bélanger (Chant)) : Polochon (Flounder en VO) (Barbotteur en VQ)
- Awkwafina (VF : Dorothée Pousséo ; VQ : Catherine Brunet) : Eurêka (Scuttle en VO) (Écoutille en VQ)
- Jessica Alexander (VF : Marie Facundo (dialogues) et Cerise Calixte (chants) ; VQ : Audrey-Louise Beauséjour) : Vanessa[9]
- Martina Laird (VF : Annie Milon) : Lashana
- Emily Coates (VF : Camille Gondard) : Rosa
- Christopher Fairbank (VF : Igor Chometowski) : Hawkins
- John Dagleish (VF : Thierry Ragueneau) : Mulligan[9]
- Matthew Carver (VF : Jean-Cyprien Chenberg) : le garçon de cabine
- Jude Akuwudike : Joshua
- Lorena Andrea (VF : Myrtille Bakouche) : Perla
- Simone Ashley (VF : Marion Gress) : Indira
- Karolina Conchet : Mala
- Sienna King (VF : Aurélie Konaté) : Tamika
- Kajsa Mohammar (VF : Léovanie Raud) : Karina
- Nathalie Sorrell : Caspia
- Jodi Benson (VF : Claire Guyot) : la vendeuse du marché (caméo)[9]

- Chœurs : Stéphanie Mériaux, Magali Bonfils, Tess Hedreville, Keh May, Falone Tayoung Ita Ngando, Olivier Constantin, Jean-Michel Vaubien, Virginie Hombel, Florence François, James Noah, Emmanuel Vincent, Jean-Marc Reyno, Christian Jazzy, Richard Rossignol, Arnaud Léonard, Camille Timmerman, Daniel Beretta, Jean-Claude Donda, Olivier Podesta, Camille Donda, David Krüger
Version française
  - Studio de doublage : Dubbing Brothers
  - Adaptation : Claude Rigal-Ansous (adaptation de 1989) et Houria Belhadji
  - Direction artistique : Claire Guyot
  - Direction musicale : Quentin Bachelet

 Source et légende : version française (VF) sur RS Doublage

Chœurs : Catherine Léveillé, Dominique Faure, Daniel Scott, Julie Leblanc, Michel Duval, Dominique Côté, Nancy Fortin, Vincent Potel, Vincent Morel, Camille Donda, David Krüger, Olivier Constantin, Richard Rossignol, Arnaud Léonard, Camille Timmerman, Daniel Beretta, Jean-Claude Donda, Olivier Podesta
- Version québécoise
  - Studio de doublage : Difuze
  - Adaptation : Andréane Girard (dialogues), Philippe Leduc et Houria Belhadji, Les producteurs de l'encrier Ltée avec la participation de James Bauman (chansons), Claude Rigal-Ansous (adaptation de 1989) et Houria Belhadji
  - Direction artistique : Julie Burroughs
  - Direction musicale : Marc Bacon, Manuel Tadros, Daniel Scott,  Mark Giannetti, Josée Destrempes (chœurs), Quentin Bachelet (France)

Modèle:Source Forum du doublage québécois

## Production

### Genèse et développement
En mars 2019, alors que le projet de faire une nouvelle adaptation du film d'animation issu du conte de Hans Christian Andersen semble mort depuis un certain temps, Rob Marshall confirme qu'il réalisera le remake du film d'animation La Petite Sirène et annonce même que le scénario est en cours d'écriture. Par la même occasion, il retrouvera l'acteur-compositeur Lin-Manuel Miranda, qui officiera comme producteur au film aux côtés de Marshall, John DeLuca et Marc Platt, mais également comme compositeur aux côtés de Alan Menken, qui avait composé les chansons du film original en partenariat avec le regretté Howard Ashman. Tous deux créeront de nouveaux titres comme ce le fut pour les remakes de La Belle et la Bête, Aladdin ou encore Le Roi Lion. Il s'agit de sa 6e collaboration avec Walt Disney Pictures.
En mai 2019, la production révèle que Rob Marshall retrouvera le scénariste David Magee, qui avait écrit le scénario du film Le Retour de Mary Poppins (2018). De plus, celui-ci a confié au site ComicBook.com que les auteurs Alan Menken et Lin-Manuel Miranda avaient écrit de nouvelles chansons pour ce remake. Jane Goldman rejoint ensuite le projet comme coscénariste.
En février 2020, le compositeur et producteur Lin-Manuel Miranda annonce avoir composé quatre nouveaux titres pour le film et annonce que le tournage doit débuter en avril 2020.

### Attribution des rôles
En juillet 2019, après une longue attente, Rob Marshall annonce que l'actrice Halle Bailey incarnera le personnage principal d'Ariel. La distribution compte également Jacob Tremblay et Awkwafina, dans les rôles respectifs de Polochon et d'Eurêka.
Après de longues rumeurs qui annonçaient d'abord Lady Gaga, Meryl Streep, Queen Latifah (qui avait déjà tenu le rôle dans la version musicale produite à Broadway pour le 30e anniversaire du film), puis la chanteuse Lizzo, c'est finalement l'actrice nommée aux Oscars Melissa McCarthy qui est annoncée dans le rôle d'Ursula, bien que rien ne soit confirmé. Fin juillet, le nom de Gordon Ramsay est évoqué pour reprendre le personnage du chef cuisinier Louis.
L'acteur et chanteur Harry Styles annonce son envie de collaborer avec le réalisateur mais surtout de tenir le rôle du prince Éric. Dans le même temps, la presse annonce que Javier Bardem est en pourparlers avec les studios Disney. Plus tard, alors que les studios Disney confirment bien que l'acteur Javier Bardem pourrait rejoindre l'équipe du film, ce dernier confie lors d'une interview dans le cadre d'une conférence à l'ONU sur l'environnement, avoir suggéré à Rob Marshall et son équipe d’intégrer un message sur l'environnement et le développement durable dans le film. Le réalisateur se montre enthousiaste à cette idée mais prévient l'acteur qu'il sera compliqué de rallier les studios à cette cause. On rapporte également que Daveed Diggs serait en négociation avec le réalisateur.
Harry Styles annonce finalement devoir refuser la proposition de Rob Marshall et des studios Disney pour incarner le prince Éric pour des raisons d'emploi du temps, sa prochaine tournée devant coïncider avec le tournage de La Petite Sirène. Après le départ de Harry, de nouvelles rumeurs concernant le futur interprète du prince Éric circulent. Il est ainsi annoncé d'après les médias que le choix se porterait sur le comédien Jordan Fisher, qui est déjà un habitué des productions Disney, puisqu'il a débuté dans la série pour adolescent Liv et Maddie, produite par Disney Channel. D'autres noms circulent, comme ceux de Christian Navarro ou de l'acteur franco-américain Timothée Chalamet, mais aussi des acteurs méconnus, tels que Cameron Cuffe ou Jonah Hauer-King. C'est finalement ce dernier qui est choisi pour le rôle du prince Éric,.
En janvier 2020, Daveed Diggs confirme qu'il reprendra bien le rôle du crabe Sébastien. Il annonce par la même occasion que de nouveaux changements ont été apportés au personnage d'Ariel[réf. souhaitée].
En février 2020, après de longs mois de rumeurs, Melissa McCarthy et le réalisateur officialisent leur collaboration sur La Petite Sirène. L'actrice ajoutant que Rob et elle s'entendent très bien et ont développé à l'occasion une relation très complice.
En janvier 2021, l'actrice britannique Noma Dumezweni, présente dans le précédent film de Rob Marshall, Le Retour de Mary Poppins, rejoint la distribution dans un rôle inédit écrit spécialement pour elle.

### Tournage
Le tournage devait initialement débuter en avril 2020 aux Pinewood Studios. Cependant, à cause de la pandémie de Covid-19, la production est stoppée,,.
Les prises de vues doivent ensuite débuter en août 2020,. Cependant, le tournage est à nouveau reporté en raison de l'indisponibilité de Melissa McCarthy, prise par le tournage de la série Nine Perfect Strangers. Dans une interview en janvier 2021, Javier Bardem confirme que le tournage a bien débuté dans les Pinewood Studios,. En avril 2021, il est annoncé que la production se rend en Sardaigne pour environ trois mois. Le tournage se termine le 12 juillet 2021 en Sardaigne[réf. nécessaire].

## Chansons du film
| N°  | Titre français                    | Titre québécois                   | Titre original                      | Compositeur                       | Artiste français                                   | Artiste québécois                                   | Artiste original                        | Durée |
| --- | --------------------------------- | --------------------------------- | ----------------------------------- | --------------------------------- | -------------------------------------------------- | --------------------------------------------------- | --------------------------------------- | ----- |
| 1.  | Le Royaume de Triton              | Le Royaume de Triton              | Triton's Kingdom                    | Alan Menken                       | Alan Menken                                        | Alan Menken                                         | Alan Menken                             | 2:32  |
| 2.  | Partir là-bas                     | Parmi ces gens                    | Part of Your World                  | Howard Ashman                     | Cerise Calixte                                     | Audrey-Louise Beauséjour                            | Halle Bailey                            | 3:34  |
| 3.  | L'Obscurité des abysses           | L'Obscurité des abysses           | Fathoms Below                       | Howard Ashman                     | Martin Faliu, Chœurs                               | Martin Faliu, Michel Duval, Daniel Scott, Chœurs    | Jonah Hauer-King, Ensemble              | 1:28  |
| 4.  | Partir là-bas (Reprise)           | Parmi ces gens (Reprise)          | Part of Your World (Reprise)        | Howard Ashman                     | Cerise Calixte                                     | Audrey-Louise Beauséjour                            | Halle Bailey                            | 2:37  |
| 5.  | Sous l'océan                      | Sous l'océan                      | Under The Sea                       | Howard Ashman                     | Jean-Michel Vaubien, Chœurs                        | Gardy Fury, Chœurs                                  | Daveed Diggs, Ensemble                  | 3:04  |
| 6.  | Par-delà l'horizon                | Par-delà l'horizon                | Wild Uncharted Waters               | Lin-Manuel Miranda                | Martin Faliu                                       | Martin Faliu                                        | Jonah Hauer-King                        | 2:59  |
| 7.  | Pauvres âmes en perdition         | Pauvres petites âmes en peine     | Poor Unfortunate Souls              | Howard Ashman, Lin-Manuel Miranda | Magali Bonfils                                     | Kathleen Fortin                                     | Melissa McCarthy                        | 4:42  |
| 8.  | La première fois                  | La première fois                  | For The First Time                  | Lin-Manuel Miranda                | Cerise Calixte                                     | Audrey-Louise Beauséjour                            | Halle Bailey                            | 4:08  |
| 9.  | Embrasse-la                       | Doux baiser                       | Kiss The Girl                       | Howard Ashman, Lin-Manuel Miranda | Jean-Michel Vaubien, Dorothée Pousséo, Simon Faliu | Gardy Fury, Catherine Brunet, Joey Bélanger, Chœurs | Daveed Diggs, Awkwafina, Jacob Tremblay | 3:16  |
| 10. | La décision                       | La décision                       | Eric's Decision                     | Alan Menken                       | Alan Menken                                        | Alan Menken                                         | Alan Menken                             | 2:21  |
| 11. | La rumeur est là                  | La rumeur est là                  | The Scuttlebutt                     | Lin-Manuel Miranda                | Dorothée Pousséo, Jean-Michel Vaubien              | Catherine Brunet, Gardy Fury                        | Awkwafina, Daveed Diggs                 | 3:16  |
| 12. | Le piège                          |                                   | Vanessa's Trick                     | Alan Menken                       | Alan Menken                                        | Alan Menken                                         | Alan Menken                             | 1:03  |
| 13. | Partir là-bas (Reprise II)        | Parmi ces gens (Reprise II)       | Part of Your World (Reprise II)     | Lin-Manuel Miranda                | Cerise Calixte                                     | Audrey-Louise Beauséjour                            | Halle Bailey                            | 1:33  |
| 14. | Embrasse-la (Island Band Reprise) | Doux baiser (Island Band Reprise) | Kiss The Girl (Island Band Reprise) | Alan Menken                       | Alan Menken                                        | Alan Menken                                         | Alan Menken                             | 2:17  |
| 15. | Le final                          | Le final                          | Finale                              | Alan Menken                       | Alan Menken                                        | Alan Menken                                         | Alan Menken                             | 2:25  |

Les titres des chansons présentes dans le film d'animation original de 1989 sont en gras.

## Accueil

### Sortie et promotion
Le film était initialement prévu pour 2021 ou 2022. Mais en raison de la pandémie de Covid-19, le tournage prend du retard et la sortie est repoussée à une date ultérieure. En septembre 2021, Disney fixe la sortie américaine au 26 mai 2023,.
Une première courte bande-annonce du film apparaît le 10 septembre 2022, à l'occasion de la D23, où l'on y aperçoit Halle Bailey chantant sur le fond sonore emblématique du dessin animé, Partir là-bas. Le 15 février 2023, à quatre mois de la sortie du film, le studio aux grandes oreilles partage sur ses réseaux sociaux une nouvelle bande-annonce. Dans cette dernière, on peut notamment voir pour la première fois, de manière furtive, l'actrice Melissa McCarthy dans le rôle d'Ursula.
Lors de la cérémonie des Oscars, le 13 mars 2023, Disney diffuse la bande-annonce officielle du film. Cette bande-annonce se révèle assez proche du dessin animé, mettant en scène le naufrage du prince Éric, le pacte dans la grotte d'Ursula ou encore des scènes qui font écho aux chansons Sous l'océan et Embrasse-la du dessin animé. Les personnages de Polochon, d'Eurêka et du crabe Sébastien, tout comme celui du roi Triton sont également présents. En seulement 24 heures, la bande-annonce est regardée plus de 108 millions de fois. Ce score permet à La Petite Sirène d'effectuer un double record, en devenant l'une des bande-annonces les plus vues en 24 heures, ainsi que pour les nouvelles versions des longs métrages en prises de vue réelles des studios Disney.

### Accueil critique

#### Monde anglo-saxon
Dans le monde anglo-saxon, La Petite Sirène reçoit de la part du site Metacritic la note de 40⁄100 pour un total de 52 critiques. L'agrégateur Rotten Tomatoes donne quant à lui la note de 67 % pour un total de 349 critiques et une note de 6,3⁄10. La critique consensus du site est la suivante : 

« Avec Halle Bailey qui fait sensation dans le rôle-titre, La Petite Sirène de Disney se classe parmi les réinterprétations les plus agréables du studio. »

— Rotten Tomatoes, consensus des critiques

#### France
En France, le site Allociné donne la note de 2,3⁄5, après avoir recensé et interprété 21 critiques de presse.
Pour François Forestier (L'Obs) : « Tout est trop ». La réinterprétation en prise de vues réelles ne semble pas si mauvaise que cela, à commencer par le choix de Halle Bailey (« la meilleure idée du film ») dans le rôle-titre. Il en profite pour balayer d'un revers de main la polémique sur l'attribution du rôle à l'actrice en l'imputant « à une poignée de pauvres c*ns ». Pour autant, « trop d’images générées par ordinateur, trop de musique (pas terrible), trop de moyens, trop de durée (c’est long) ». La photographie permet de regarder le film sans trop de difficulté même si la caméra bouge trop selon le critique. Et de conclure, « Les qualités Disney et les défauts sont là : les petits personnages (crabe, goéland, poissons électriques) sont sympas, la sorcière est méchantissime, et le prince, charmant. Les enfants adorent, les parents attendent le Happy end. Vu l’overdose de sucrerie, le diabète menace. ».
À peu près dans le même sens, Corinne Renou-Nativel (La Croix) « L’interprétation de Halle Bailey, une chanteuse afro-américaine, balaie la polémique sur sa couleur de peau d’un gracieux revers de nageoire ».
Pour Arthur Nicolle (Le Journal du geek), « Disney évite la noyade ». Selon lui, il faut commencer par ne pas prendre le film de manière indépendante. La Petite Sirène fait partie d'une série de réinterprétations des classiques Disney (Alice au pays des merveilles, Maléfique, Cruella, etc.), dont chaque représentant souffre des mêmes maux : « manque de couleur, de luminosité et d’originalité : ces films fonctionnent uniquement grâce à un charme nostalgique à peine respecté. ». Le choix du casting est jugé « impeccable », avec le jeu de Halle Bailey qui « relève presque de la magie tant elle arrive à manifester l’innocence d’Ariel à la perfection. ». Seule ombre à ce tableau : le maquillage d'Ursula qui ne serait pas suffisamment « d’inspiration Drag queen ». Côté scénario, les quelques nouveautés « ne sont que trop légères et paraissent tomber à l’eau en cours de route (...) : dommage ». Pour la musique : « Si la nouvelle partition a le mérite d’être sympathique, elle peine malgré tout à faire honneur aux morceaux originaux. ». Autre critique : la représentation de l'océan qui est « d’un ennui profond ». Les scènes aquatiques manquent de couleurs, de réalismes (« malgré des efforts conséquents sur le réalisme des mouvements corporels et des cheveux »). À contrario, c'est « à la surface que le film prend tout son sens, avec une direction artistique vive et de beaux décors travaillés ».
Pour Déborah Lechner (Écran Large), La Petite Sirène est un « Disney noyé ». La critique parle d'un « autre échec pour la compagnie aux grandes oreilles, qui continue de sombrer ». Pour elle, « une adaptation doit aussi exister indépendamment de ce qu'elle décalque ». En cela, La Petite Sirène est jugé trop proche du dessin animé de 1989 : « tout ce qui était iconique est devenu terne et anémique, (...) tout est désespérément plat et ennuyeux (...) ; la mise en scène est figée et ne provoque jamais l'euphorie ou le lyrisme attendu. ». Un autre point négatif est celui du réalisme de la faune : « difficile de faire swinguer et chanter des poissons et crustacés tout en restant réaliste ». De manière générale, c'est la photographie et la direction artistique qui sont mises à mal selon la critique. Par exemple, la critique met en avant l'absence totale de bulles dans le monde aquatique, rendant l'immersion du spectateur difficile. Le scénario est lui aussi pointé du doigt, considéré comme « une autre version détrempée et remâchée de Roméo et Juliette », n'arrivant pas à exploiter le potentiel du monde aquatique (le roi Triton « trône sur du vide »).
Pour Christophe Caron (La Voix du Nord), Disney réussit comme à son habitude les rôles de « faire-valoir (le crabe Sébastien, le poisson Polochon, le fou de Bassan Eureka) (...), et les ballets chorégraphiques, étourdissants. ». En revanche, le critique rejoint nombre de ses collègues quant à la réalisation du monde aquatique parlant d'« efforts (...) [qui] tombent largement à l’eau ». Pour lui, le film se situe avant tout dans sa partie terrestre et dans l'histoire d'amour entre Ariel et le prince Éric. La « prestation de Javier Bardem, qui frise parfois le ridicule » est perçue comme moyennement réussie, dans une « relecture qui reste bien timide, finalement, dans son prétendu progressisme. ».
Cyprien Caddeo (L'Humanité) introduit sa critique en parlant d'un film « Laid, inutile, faussement progressiste, le remake en prises de vues réelles du classique d’animation de 1989 cristallise tout ce qui ne va pas dans une industrie qui prend l’eau. ».

### Box-office
| Pays ou région        | Box-office        | Date d'arrêt du box-office | Nombre de semaines |
| --------------------- | ----------------- | -------------------------- | ------------------ |
| France                | 1 587 788 entrées | en cours                   | 6                  |
| États-Unis Canada     | 197 630 827 $     | en cours                   | 2                  |
| Italie                | 1 158 357 entrées | en cours                   | en cours           |
| Chine                 | 691 849 entrées   | en cours                   | en cours           |
| Allemagne             | 535 075 entrées   | en cours                   | en cours           |
| Total hors États-Unis | +229 826 349, USD | n/a                        | n/a                |
| Total mondial         | +503 060 882, USD | n/a                        | n/a                |

#### France
Pour son premier jour d'exploitation en France, La Petite Sirène a réalisé 95 282 entrées, pour un total de 2 339 séances proposées, soit une moyenne de 41 spectateurs par séances. Au moment de sa sortie, le long métrage en prise de vues réelles est classé 7e meilleur démarrage en France, hors avant-premières. À titre de comparaison, les films en prise de vues réelles, Dumbo et Cruella, ont fait un chiffre moindre pour leurs premières journées — respectivement 85 000 et 69 000 entrées, alors que La Belle et la Bête en a réalisé 269 000. De fait, le film se positionne en première place du box-office des nouveautés pour cette première journée, devant le film sélectionné à Cannes, L'Amour et les Forêts (30 220).
Au bout d’une première semaine d’exploitation dans les salles françaises, le long métrage totalise 582 814 entrées, pour une première place au box-office hebdomadaire, devant Fast and Furious 10 (514 473). Pour une semaine de démarrage, il s'agit d'une performance en demi-teinte pour La Petite Sirène, d'autant que le long métrage a bénéficié du lundi de Pentecôte. Ainsi, le film réalise une moins bonne performance que Dumbo (550 000), La Belle et la Bête (1 280 000) ou encore que Le Roi lion (3 250 000), mais dépasse le film Aladdin (563 243),. Le film devient le 9e meilleur démarrage, après une semaine d'exploitation totale, après Ant-Man et la Guêpe : Quantumania.
L'exploitation française du long métrage reste inférieure au potentiel du film après deux semaines de projection dans les salles françaises et une baisse de 42 % de tickets vendus par rapport à la semaine précédente. Aux portes du million d'entrées, La Petite Sirène enregistre une baisse de rentabilité de 36 % par rapport à Dumbo au même stade, qui a cumulé à 2,4 millions d'entrées en fin de carrière.

#### Amérique du Nord
Lors de son premier week-end d'exploitation, La Petite Sirène engrange 95,5 millions de $, devant Fast and Furious 10 et ses 23,020 millions de $. Sa sortie correspond au Memorial Day, journée d'hommage aux soldats morts au combat aux États-Unis, traditionnellement accompagnée d'un jour de congé qu'est le dernier lundi du mois de mai. De fait, ce week-end prolongé est souvent bénéfique pour les sorties cinéma. La Petite Sirène, lors de sa sortie, est classé 5e meilleur démarrage pour cette période.
En termes de revenus, le long métrage a engrangé moins que la plupart des autres Disney en prise de vues réelles, tels que Le Roi lion en 2019 (191,7 millions de $), La Belle et la Bête en 2017 (174,7 millions de $) ou encore Le Livre de la jungle en 2016 (103,2 millions de $). 38 % des revenus du film sur le week-end proviennent des formats dits premium, comme le IMAX.
Pour son second week-end, les revenus engrangés chutent de 58 % pour atteindre les 40,6 millions de $, pour 4 320 écrans. La Petite Sirène se classe second du box-office nord-américain, derrière la nouveauté Spider-Man : Across the Spider-Verse (120,5 millions de $) et devant Le Croque-mitaine (12,3 millions de $).

#### En Asie
Le choix de casting pour le rôle principal d'Ariel a été l'objet de vives critiques en Chine et en Corée du Sud. Ces réactions, principalement négatives, ont été attribuées à une forme de racisme à la suite de la décision de Disney de choisir Halle Bailey, une actrice noire, pour incarner Ariel.
Le film a rencontré des difficultés sur ces marchés, engrangeant seulement 3,6 millions de dollars lors des dix premiers jours en Chine et 4,4 millions de dollars en Corée du Sud jusqu'au 4 juin. Malgré l'acclamation de la performance de Bailey par les critiques et les audiences vérifiées, l'impact de la polémique sur les résultats au box-office a été considérable, ce qui a soulevé des questions plus larges sur les défis de représentation dans l'industrie cinématographique.

#### À l'international
Après un premier week-end d'exploitation, le film rapporte à l'international environ 68,3 millions de $. L'Italie se positionne en 4e mondial avec 4,7 millions de $, la France en 6e avec 3,6 millions de $. Avec 2,5 millions de $, la Chine engrange 95 % de revenus en moins par rapport aux démarrages de La Belle et la Bête et du Roi lion.
Tous marchés confondus, le film a engrangé 326,7 millions de $ au bout de deux week-end d'exploitation, ce qui laisse présager que le film n'atteigne pas les sommes de précédentes réadaptations en prise de vues réelles, tels que Aladdin (1,05 milliard de $) ou La Belle et la Bête (1,26 milliard de $).

### Controverses

#### Choix de l'actrice principale
En juillet 2019, l'annonce de la chanteuse Halle Bailey pour le rôle-titre de la Petite Sirène Ariel entraîne une vive polémique sur les réseaux sociaux du fait de la couleur de peau noire de l'actrice, alors que le dessin animé de 1989 la représente de couleur blanche,. Enfin, le réalisateur Rob Marshall défend son choix dans un communiqué : « Après une recherche intensive, c'est devenu parfaitement clair qu'Halle possède cette rare combinaison d'énergie, de cœur, de jeunesse, d'innocence et de profondeur — sans compter une voix extraordinaire — qui sont les qualités nécessaires pour jouer ce rôle iconique. » Il est à préciser que les origines des sirènes n'ont jamais été clairement définis par le romancier H.C. Andersen.
Cette haine à l'égard de l'actrice se manifeste notamment quelques années plus tard ; lors de la publication du premier spot TV, celui-là est inondé de commentaires racistes et injurieux à l'égard du studio et de l'actrice.
Certains[Qui ?] justifiaient leur position par le fait que Disney cherche à modifier la description originelle d'Ariel, reprochant ainsi la tendance woke du studio. Étant critiqué à droite comme à gauche, le film s'est retrouvé au cœur des guerres culturelles qui sévissent aux États-Unis.

#### Effets numériques
Lors de la sortie de la bande-annonce officielle, quelques polémiques ont été lancées quant à l'utilisation des effets numériques pour le film. Pour certains, la bande-annonce laisse supposer que le film est mal étalonné pour les couleurs, trop sombre. La scène la plus visée est celle où l'on voit Ursula utiliser ses pouvoirs pour transformer Ariel.

## Autour du film
Le film ajoute quelques scènes supplémentaires par rapport à l’œuvre originale ainsi que quelques réadaptations (par exemple : Ursula est tuée avec le mât d'un bateau dirigé par Ariel et non par Éric).
Selon la fiche technique des cinémas AMC, le long métrage doit durer 51 minutes de plus que son grand-frère de 1989, en atteignant les 2 h 15. De fait, il devient au moment de sa sortie le remake en live-action d'un dessin animé Disney le plus long de l'histoire du cinéma et du studio.